# أوراتسيو روسو
أوراتسيو روسو (بالإيطالية: Orazio Russo) هو لاعب كرة قدم إيطالي في مركز الهجوم، ولد في 6 أكتوبر 1973 في مستربيانكو في إيطاليا. لعب مع نادي بادوفا ونادي بيروجيا ونادي جيلا ونادي سبال ونادي كاتانيا ونادي ليتشي.

## وصلات خارجية
- أوراتسيو روسو على موقع إي إس بي إن إف سي (الإنجليزية)
- أوراتسيو روسو على موقع قاعدة بيانات كرة القدم.إي يو (الإنجليزية)
- أوراتسيو روسو على موقع عالم كرة القدم.نت (الإنجليزية)